# Güttlerbüschl
Das Güttlerbüschl gehört mit seiner Höhe von 365,2 m ü. NHN zu den kleineren Erhebungen der Stadt Neusalza-Spremberg.

## Lage und Name
Der kleine Berg befindet sich nördlich der Spree auf bergiger Stadtflur, etwa 400 m nordwestlich des bekannten Granitmassivs „Schmiedesteine“. Eine Karte von Matthias Oeder um 1600 nennt ihn „Der Hain Berg“. Sein heutiger Name leitet sich von dem Familiennamen „Güttler“ ab, einem Spremberger Einwohner, dem es einst gehörte, und „Büschl“, so im Oberlausitzer Dialekt, ist die Verkleinerungsform von „Busch“. In jüngster Zeit wird eine auffällige Steinformation im „Güttlerbüschl“ von einigen Oberlausitzer Kreisen als „Thors Amboss“ bezeichnet, die es als Mysterium betrachten.

## Geologie und Geographie
Das etwa einen Hektar große und lichte Gehölz (Laubwald) mit seiner Gipfelklippe aus Granit gilt geographisch als Bestandteil des südöstlichen Ausläufers des 410 m hohen Hahneberges, des zweithöchsten Berges der Stadt Neusalza-Spremberg. Die Anhöhe ist von Äckern und Wiesen umgeben. Die Konzentration von Findlingen auf kleinstem Raum und deren eigenartige Formen im Güttlerbüschl sind geologisch einmalig.

## Besonderheiten und Geschichte
Am 7. Mai 2007 fand ein Treffen von geologisch und astronomisch interessierten Bürgern der Oberlausitz sowie Fachleuten vor Ort statt. Im Ergebnis dessen soll es sich bei den Granitblöcken im Güttlerbüschl analog zu denen am „Bieleboh“ in Beiersdorf oder den „Kälbersteinen“ in Sohland an der Spree um mysteriöse Gesteinsformationen handeln, die den Menschen der Urgesellschaft als „Kalendarien“ oder „Kraftorte“ für kultische Zwecke dienten. Hinsichtlich des Güttlerbüschl wären wahrscheinlich die Gesteine so aufgetürmt worden, damit sich unter ihnen zwei Löcher zur Beobachtung der Sonne bilden konnten, um die Zyklen des Jahresablaufs zu deuten. Demnach gehört die kleine Granitgruppe zu den 28 „Mysterien der Oberlausitz“.
Aus historischer Sichtweise ist es jedoch wahrscheinlicher, das die markanten Blöcke in ihrer jetzigen Gestalt (zwei Seiten- bzw. Stützsteine und darüber ein Deckstein) einen Dolmen bzw. Großsteingrab, auch als „Megalihgrab“ bezeichnet – der typischen Bauweise und des Totenkults der Jungsteinzeit (Neolithikum) – verkörpern. In der Oberlausitz währte diese Periode der menschlichen Gesellschaft von etwa 5500 bis 2200 v. Chr. Es waren demzufolge die neolithischen Ackerbauern und Viehzüchter, insbesondere die der Trichterbecherkultur, die das Oberlausitzer Bergland als „Wirtschaftsgebiet“ nutzten, aber dort nicht siedelten.
Der Dolmen im Güttlerbüschl wäre demzufolge die materielle Hinterlassenschaft dafür, dass hier vor etwa 5.000 Jahren ein neolithischer Sippenältester oder Schamane der Trichterbecherleute bestattet wurde, der auf den Fluren des späteren Neusalza-Sprembergs im Kampf mit Feinden oder auf der Jagd in den Waldgebieten umkam. Das interessante Gebiet, das seine Geheimnisse noch nicht preisgegeben hat, befindet sich in Privatbesitz und ist nur zu Fuß erreichbar. Um die weitere Erforschung der mysteriösen Gesteinsformation im Güttlerbüschl und deren Popularisierung hinsichtlich astronomischer Gesichtspunkte, insbesondere der „Sichtlöcher“ zur Sommersonnen- und Wintersonnenwende sowie zur Tagundnachtgleiche, machten sich insbesondere die Astronomiefreunde Ralf Herold (Sohland), Dr. Hilmar Hensel (Dresden) und Eberhard W. Winkler (Neusalza-Spremberg) verdient.

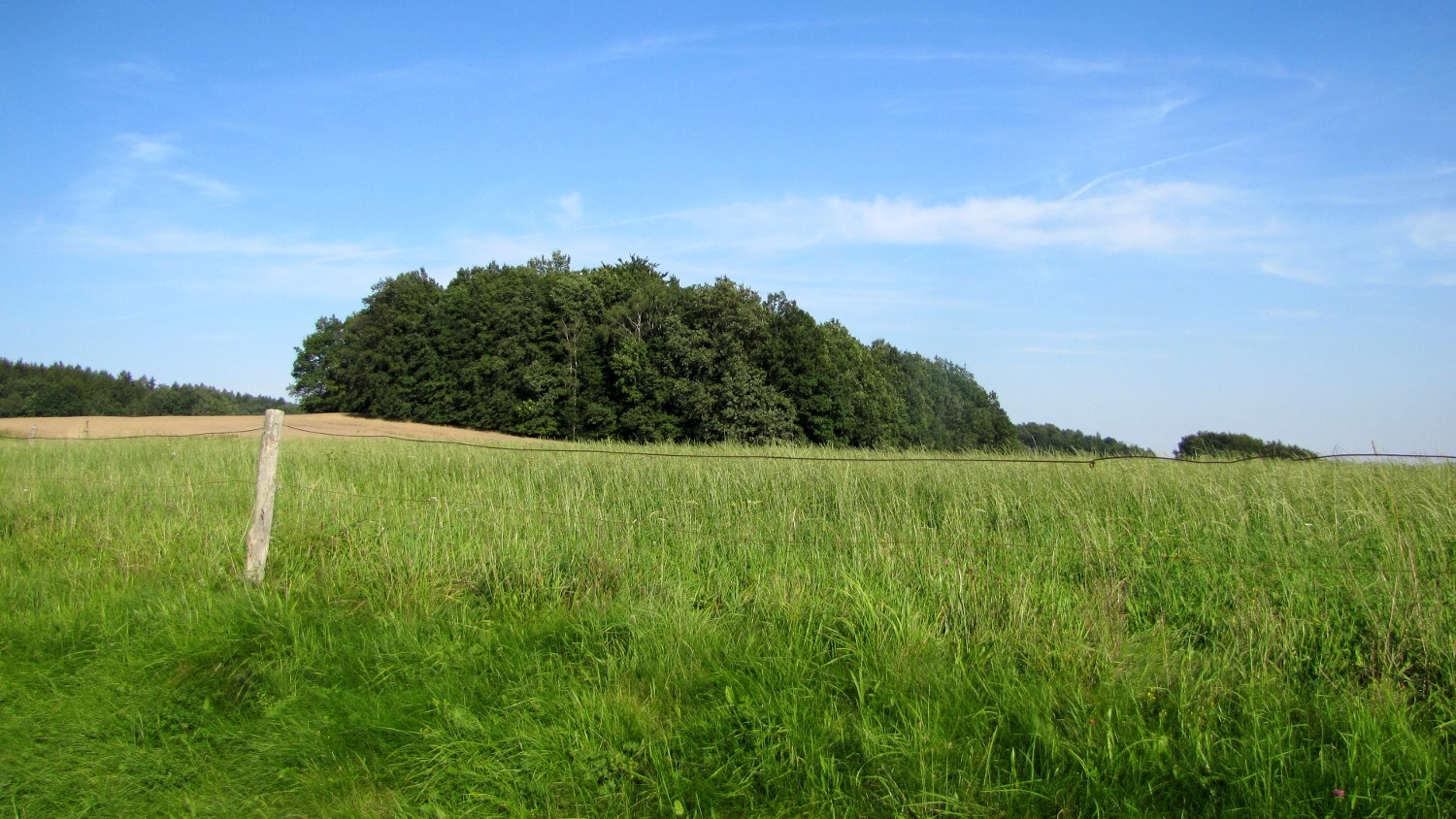
Güttlerbüschl

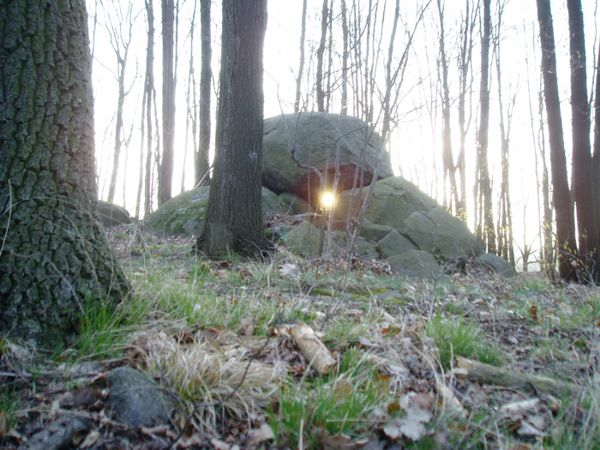
„Thors Amboss - die steinerne Himmelsscheibe von Neusalza-Spremberg“ Tagundnachtgleiche Sonnenaufgang 2009

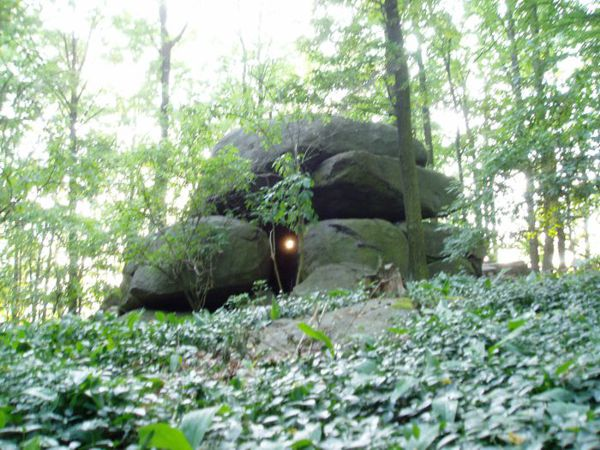
„Thors Amboss - die steinerne Himmelsscheibe von Neusalza-Spremberg“ Sommersonnenwende Sonnenuntergang 2009

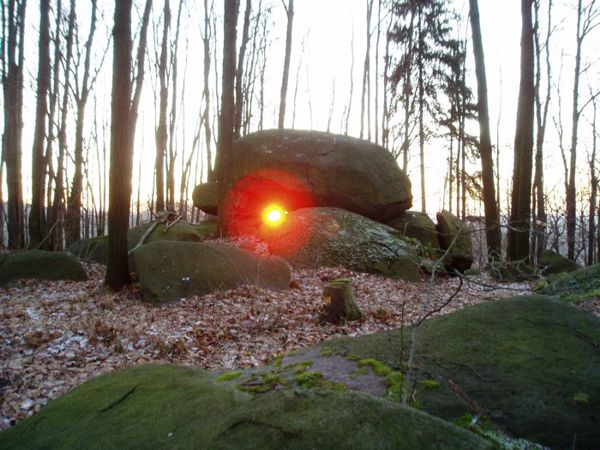
„Thors Amboss - die steinerne Himmelsscheibe von Neusalza-Spremberg“ Wintersonnenwende Sonnenaufgang 2009

Seit 2008 untersucht die Volks- und Schulsternwarte „Bruno-H.-Bürgel“ in Sohland/Spree Fachgruppe Archäoastronomie das kalendarische Sonnenphänomen. Das archäoastronomische Forschungsprojekt erhielt die Bezeichnung „Projekt- Götterhand“ und die Felsobjekte, welche das kalendarische Sonnenbeobachtungsphänomen aufweisen werden als „Sonnenheiligtümer der Oberlausitz“ angesprochen.
Der Felsen im Güttlerbüschl erhielt den Arbeitstitel „Thors Amboss“ und wegen seiner Funktion als Kalender nach dem Funktionsschema der Himmelsscheibe von Nebra die Namensergänzung „Steinerne Himmelsscheibe von Neusalza-Spremberg“.
Seit 2010 finden alljährlich zur Sommersonnenwende Veranstaltungen am Monument statt. 2012 kam es dabei zu einer internationalen Videokonferenz und seit 2013 wird dieses Ereignis als „Internationaler Tag der Archäoastronomie“ begangen.